# لورنا سوين
لورنا ماري سوين (22 مارس 1891 - 8 مايو 1936) كانت عالمة رياضيات بريطانية ومحاضرة جامعية، اشتهرت بكونها واحدة من عالمات الرياضيات القلائل اللواتي ساهمن بمواهبهن في المجهود الحربي في الحرب العالمية الأولى، وهي واحدة من عدد قليل من المحاضرات الأوائل في جامعة كامبريدج. وأكاديميًا، اشتهرت بعملها في ديناميكيات السوائل بالإضافة إلى رغبتها العميقة في رؤية المزيد من النساء يسعين إلى التعليم العالي والتدريس في مجال الرياضيات.

## النشأة
ولدت سوين في 22 مارس 1891. وكانت ابنة المحامي إدوارد سوين (مواليد 1853) وماري إيزابيلا سوين (مواليد 1865).

## التعليم
عد التحاقها بمدرسة ساوث هامبستيد الثانوية في لندن، حصلت سوين على منحة دراسية في كلية نيونهام، كامبريدج في عام 1910.وبعد تخرجها بثلاث سنوات بدرجة البكالوريوس (مع مرتبة الشرف الأولى) في الرياضيات، شغلت منصب محاضر مساعد في كلية نيونهام بولكنها توقفت عد توقف لمدة عام للبحث في جوتنغن، ألمانيا في عام 1914.

## الحياة المهنية
وأحبطت خططها لبدء البحث في جوتنجن بألمانيا في عام 1914 بسبب اندلاع الحرب العالمية الأولى. ونظرًا لأنه لا يمكنها البحث في ألمانيا، وقد أخذ تخصص سوين في ديناميكا السوائل بدلاً من ذلك إلى مانشستر حيث بدأت العمل إلى جانب هوراس لامب التي شاركت في نشر مقالها الأكاديمي الأول معها. وعندما عادت إلى نيونهام بعد عام، ركزت على مشكلة اهتزاز المروحة في الطائرات، وهي مشكلة كبيرة للطائرات المستخدمة في الحرب العالمية الأولى.
كما أشارت جون بارو جرين، فإن عمل سوين خلال هذا الوقت، على الرغم من أنه أبعدها عن العمل المخطط له للدراسات العليا في ألمانيا، لم يكن مفيدًا من الناحية العملية فحسب، بل كان ملحوظًا أيضًا. وفقًا لكاثرين غولدشتاين، كانت سوين «... واحدة من النساء القلائل اللائي أُلحق اسمها بلجنة استشارية لتقرير الملاحة الجوية في ذلك الوقت.» وقد كتبت نتائج بحثها مع الزميل هـ. ويب في تقرير اللجنة الاستشارية للملاحة الجوية. وفي عام 1923 بعد عودتها إلى نيونهام، نشرت مع آرثر بيري، «على الحركة الثابتة للأسطوانة من خلال السوائل اللزجة اللانهائية» في وقائع الجمعية الملكية. حصلت في النهاية على فرصة لإكمال البحث المخطط له في غوتنغن في إجازة سبتية في 1928-1929. من هذه الفترة اللاحقة من البحث أنتجت العمل «في الاستيقاظ المضطرب خلف جسد الثورة»، نُشر أيضًا في وقائع الجمعية الملكية في نوفمبر 1929.
بحلول عام 1920، رُقيت سوين إلى مديرة دراسات الرياضيات في نيونهام، وعانت أبحاثها من زيادة الأدوار التعليمية والإدارية. على الرغم من ذلك، استخدمت سوين المنصب للاستفادة من اهتمامها بالتعليم والتدريس. وأخذت فلسفتها التعليمية في الاعتبار عوامل مختلفة، ليس أقلها قلقها من أن النساء لم يُمثل تمثيلهن بشكل كافٍ في مجال الرياضيات الذي اختارته. اقترن هذا باهتمامها بتدريس الرياضيات التطبيقية. وكانت تعتقد أن التدريس لديه القدرة على درء الآثار الضارة التي يمكن أن تحدثها الأعمال المدرسية الشاقة على الجيل القادم الذي يعمل بالرياضيات التطبيقية. رُقيت في عام 1926 إلى محاضر جامعي في نيونهام، وعادت سوين إلى التدريس والبحث، وخاصة تدريس الدورات المتقدمة في الميكانيكا المائية والديناميات.

## الوفاة
توفيت سوين في 8 مايو 1936 عن عمر يناهز 45 عامًا بعد نوبة مع مرض مجهول.